# Chengdu Open 2016
Chengdu Open 2016 byl tenisový turnaj pořádaný jako součást mužského okruhu ATP World Tour, který se hrál na otevřených dvorcích s tvrdým povrchem S’-čchuanského mezinárodního tenisového centra. Probíhal mezi 26. zářím až 2. říjnem 2016 v čínské megapoli Čcheng-tu, centru sečuánské provincie, jako premiérový ročník turnaje.
Turnaj s rozpočtem 947 735 amerických dolarů a prize money 840 915 dolarů patřil do kategorie ATP World Tour 250. Nejvýše nasazeným hráčem ve dvouhře se stal desátý tenista světa  Dominic Thiem z Rakouska, kterého ve čtvrtfinále vyřadil Španěl Albert Ramos-Viñolas. Jako poslední přímý účastník do hlavní singlové soutěže nastoupil 103. americký hráč žebříčku Rajeev Ram.
Premiérový titul na okruhu ATP Tour vyhrál 20letý Rus Karen Chačanov, jenž se v probíhající sezóně stal třetím vítězem dvouhry, nacházející se mimo elitní stovku žebříčku. Ve čtyřhře zvládl roli favoritů americko-jihoafrický pár Rajeev Ram a Raven Klaasen, kteří získali třetí společnou trofej.

## Rozdělení bodů a finančních odměn

### Rozdělení bodů
| Soutěž  | vítězové | finalisté | semifinalisté | čtvrtfinalisté | 16 v kole | 32 v kole | Q  | Q3 | Q2 | Q1 |
| ------- | -------- | --------- | ------------- | -------------- | --------- | --------- | -- | -- | -- | -- |
| dvouhra | 250      | 150       | 90            | 45             | 20        | 0         | 12 | 6  | 0  | 0  |
| čtyřhra | 250      | 150       | 90            | 45             | 0         |           |    |    |    |    |

### Finanční odměny
| Soutěž                              | vítězové | finalisté | semifinalisté | čtvrtfinalisté | 16 v kole | 32 v kole | Q2     | Q1     |
| ----------------------------------- | -------- | --------- | ------------- | -------------- | --------- | --------- | ------ | ------ |
| dvouhra                             | $148 860 | $78 400   | $42 470       | $24 200        | $14 255   | $8 445    | $3 800 | $1 900 |
| čtyřhra                             | $45 220  | $23 770   | $12 880       | $7 370         | $4 320    | —         | —      | —      |
| částka ve čtyřhře je uvedena na pár |          |           |               |                |           |           |        |        |

## Mužská dvouhra

### Nasazení
| Stát                         | Hráč                 | ATP | Nasazení |
| ---------------------------- | -------------------- | --- | -------- |
| Rakousko                     | Dominic Thiem        | 10. | 1.       |
| Austrálie                    | Nick Kyrgios         | 15. | 2.       |
| Bulharsko                    | Grigor Dimitrov      | 21  | 3        |
| Španělsko                    | Feliciano López      | 26. | 4.       |
| Španělsko                    | Albert Ramos-Viñolas | 32. | 5.       |
| Srbsko                       | Viktor Troicki       | 33. | 6.       |
| Portugalsko                  | João Sousa           | 34. | 7.       |
| Itálie                       | Paolo Lorenzi        | 35. | 8.       |
| Žebříček ATP k 19. září 2016 |                      |     |          |

### Jiné formy účasti
Následující hráči obdrželi divokou kartu do hlavní soutěže:
- Casper Ruud
- Dominic Thiem
- Wu Ti

Následující hráči postoupili z kvalifikace:
- Michael Berrer
- Denis Kudla
- Hiroki Morija
- Radek Štěpánek

### Odhlášení
před zahájením turnaje
- Nicolás Almagro → nahradil jej  Lu Jan-sun
- Jérémy Chardy → nahradil jej  Diego Schwartzman
- Borna Ćorić → nahradil jej  Jordan Thompson
- Guido Pella → nahradil jej   John Millman
- Jo-Wilfried Tsonga → nahradil jej  Konstantin Kravčuk

## Mužská čtyřhra

### Nasazení
| Stát                                                                    | Hráč                 | Stát     | Hráč                | ATP  | Nasazení |
| ----------------------------------------------------------------------- | -------------------- | -------- | ------------------- | ---- | -------- |
| Jižní Afrika                                                            | Raven Klaasen        | USA      | Rajeev Ram          | 31.  | 1.       |
| Kolumbie                                                                | Juan Sebastián Cabal | Kolumbie | Robert Farah        | 54.  | 2.       |
| Spojené království                                                      | Dominic Inglot       | Srbsko   | Nenad Zimonjić      | 88.  | 3.       |
| Španělsko                                                               | Pablo Carreño Busta  | Polsko   | Mariusz Fyrstenberg | 105. | 4.       |
| Žebříček ATP k 19. září 2016; číslo je součtem umístění obou členů páru |                      |          |                     |      |          |

### Jiné formy účasti
Následující páry obdržely divokou kartu do hlavní soutěže:
- Che Jie-cchung /  Sun Fa-ťing
- Wu Ti /  Paj Jen

Následující pár nastoupil do čtyřhry z pozice náhradníka:
- Albert Ramos-Viñolas /  Casper Ruud

### Odhlášení
před zahájením turnaje
- Radek Štěpánek (nemoc)

## Přehled finále

### Mužská dvouhra
- Karen Chačanov vs.  Albert Ramos-Viñolas, 6–7(4–7), 7–6(7–3), 6–3

### Mužská čtyřhra
- Raven Klaasen /  Rajeev Ram vs.  Pablo Carreño Busta /  Mariusz Fyrstenberg, 7–6(7–2), 7–5